# نيت كامبل
نيت كامبل (بالإنجليزية: Nate Campbell)‏ مواليد 7 مارس 1972 في جاكسونفيل، الولايات المتحدة، هو ملاكم محترف أمريكي يصنف ضمن فئة وزن الوسط بدأ مسيرته الاحترافية سنة 2000. حقق بطولة رابطة الملاكمة العالمية وبطولة الاتحاد الدولي للملاكمة وبطولة منظمة الملاكمة العالمية.

## إحصائيات
خاض خلال مسيرته 50 نزالا، فاز في 37 وتعادل في 1 وخسر في 11. فاز بالضربة القاضية في 26 نزالا.

## روابط خارجية
- نيت كامبل على موقع بوكس ريك (الإنجليزية) (registration required)